# 多瑙河公国
多瑙河公国（羅馬尼亞語：Principatele Dunărene，羅馬化：Dunavske kneževine）不是指一个国家，而是指当时摩尔多瓦、瓦拉几亚两个多瑙河沿岸的公国。瓦拉几亚指现在的罗马尼亚(地区)有时候这一概念也会将当时的塞尔维亚囊括在内。后摩尔多瓦并入苏联，罗马尼亚在凡尔赛和会上获得奥匈帝国(原属摩尔多瓦)的领土布科维纳及匈牙利王国东部的广大地区，两国均为独立国家。